# Yo La Tengo
Yo La Tengo (abreviado YLT) es una banda del indie rock estadounidense creada en 1984 en la localidad de Hoboken, Nueva Jersey.
A pesar de lograr éxito comercial limitado, el trío ha sido denominado "banda de los críticos por excelencia" y podría considerarse una "banda de culto". Además de sus canciones originales, tienen un variado repertorio de versiones grabadas tanto en directo como en estudio.

## Historia

### Inicios
Ira Kaplan y Georgia Hubley, un dúo de marido y mujer, formaron la banda en 1984. La pareja intentó con varias alineaciones hasta establecerse con el guitarrista Dave Schramm y con el bajista Mike Lewis (que participó de la banda punk de Boston DMZ, que luego se llamó The Lyres, además de participar de la banda de Brooklyn The A-Bones. Todo durante su permanencia en Yo la Tengo) con los cuales sacaron su primera grabación The River of Water. En 1986 lanzan su primer LP llamado Ride the Tiger.
Schramm y Lewis dejan la banda e ingresa Stephen Wichnewski, con Kaplan tomando el rol de primera guitarra. New Wave Hot Dogs de 1987 permitió a la banda cimentar una buena reputación entre los críticos de rock, a pesar de sus pobres ventas. President Yo La Tengo de 1989 mantiene la misma senda, con el mismo resultado en ventas.
En 1990 lanzan Fakebook, un álbum orientado principalmente al folk, en el que se incluyen versiones de temas de Gene Clark, Cat Stevens, Rex Garvin & The Mighty Cravers, The Escorts, The Flamin’ Groovies, The Scene Is Now, The Kinks, The Pastels, Daniel Johnston, y algunos temas propios de la banda. May I Sing with Me en 1992 incluye al nuevo bajista James McNew, el cual seguirá en la banda de ahí en adelante. Painful en 1993, Electr-O-Pura en 1995 y I Can Hear the Heart Beating as One en 1997 marcaron un progreso sostenido en la banda, consiguiendo un estilo muy versátil que incluye algunos elementos del Folk, del punk rock, del shoegazing, largos pasajes instrumentales de orientación noise, y algunas canciones cercanas a la electrónica. Painful fue también el inicio de una fructífera relación con el productor Roger Moutenot, quien ha producido todos los álbumes de Yo la Tengo desde entonces: And Then Nothing Turned Itself Inside Out el 2000, Summer Sun en 2003, y I Am Not Afraid of You, and I Will Beat Your Ass el 2006. Durante estos años la banda se ha vuelto de culto. Gracias a las constantes giras y al incondicional apoyo de la crítica, han llegado a ser la más prominente banda americana de indie rock.

### Matador Records (1993–2000)
En 1993, Yo La Tengo inició su asociación con Matador Records publicando un vinilo de 7 pulgadas de la canción “Shaker”, el cual la banda grabó con John Siket en Nueva Jersey. El siguiente álbum, Painful (1993), fue el comienzo del apoyo creativo y fructífero por parte del productor Roger Moutenot, quien ha producido todos los álbumes subsecuentes hasta Fade (2013), el cual fue producido por John McEntire. Painful es el primer álbum de Yo La Tengo en acreditar a James McNew en cada canción. Ira Kaplan explica: 
“Pienso que el grupo realmente inició cuando hicimos el álbum Painful… Painful fue la primera grabación que hicimos totalmente los tres, y creo que esto (el álbum) suena diferente a las cosas que estaban antes. Aunque puedo ver conexiones con los primeros álbumes que hicimos, parece que hemos construido sobre ese disco. Cualquier que estuviera antes es real y totalmente diferente a mí. Desde Painful, pienso que hemos conseguido confidencialidad y más disposición de confiar en nosotros mismo y en cada uno de los demás, y probablemente mejor en lidiar con las cosas que salen mal”
Rob Sheffield escribió en The New Rolling Stone Album Guide que McNew “Se convirtió en una parte esencial del sonido de Painful” La reacción crítica fue positiva, Stephen Thomas Erlewine lo llamó “un álbum sutilmente adicto”. Robert Christgau también elogió al grupo una vez más, escribiendo en su artículo que Yo La Tengo es “Siempre amigable. Esta no es la prohibida experimentación de una aspirante vanguardia. Esto es el truco de personas que salen los sábados en la noche y hacen algo de ruido-y luego van a casa tarareando” La banda publicó Electr-O-Pura en 1995 y tuvo una similar aclamación. Fue la primera vez en que todas las canciones fueron acreditadas a la banda y no a personas individuales; esto siguió así en futuras producciones. 
El álbum de 1997, I Can Hear The Heart Beating As One, sintetizó la eclética combinación del grupo con folk, punk rock, shoegazing, largos pasajes instrumentales y música electrónica. Todo en un estilo extenso y multifacético. La reacción crítica fue extremadamente positiva; Pitchfork calificó al álbum con un 9.7 de 10. Y el crítico de AllMusic, Stephen Thomas Erlewine escribió que este fue “Indiscutiblemente el mejor y más coherente álbum hasta la fecha”. Kaplan se pronunció sobre el progreso musical de la banda diciendo: Después de Electr-O-Pura tuvimos una idea de no preocuparnos por como sonaría el siguiente álbum. Todo lo que tocamos fue lo indicado en el momento indicado, solo escribimos un puñado de canciones e hicimos lo que era correcto.
Con la reputación crítica más alta que antes, la banda estuvo en muchas giras y sus seguidores seguían creciendo. En 1998, colaboraron con Jad Fair y publicaron el álbum Strange But True. Yo La Tengo tuvieron un cameo como un banda del Ejército de Salvación en la película de 1998 de Hal Hartley The Book of Life, y figuran en la banda sonora de 1999.
La banda entró de nuevo al estudio a finales de 1999 para grabar su noveno álbum. And Then Nothing Turned Itself Inside-Out fue publicado en febrero del 2000 con una cálida recepción. El álbum se caracteriza por tener canciones íntimas, variada instrumentación e incluye la épica canción “Night Falls On Hoboken” con una duración de 19 minutos.

### Años posteriores
La banda también es reconocida por poseer un amplio repertorio de covers, y cada año tocan para la maratón anual de beneficencia que realiza la estación radial WFMU (junto al guitarrista de A-Bone Bruce Bennett, y en ocasiones también con Hamish Kilgour de los neozelandeses The Clean, y la cantante folk punk Lois Maffeo), en donde improvisan covers que piden los auditores a cambio de una donación. En el 2006 la banda lanzó un álbum que compila las presentaciones en esta beneficencia entre 1996 y el 2003 titulado Yo La Tengo Is Murdering The Classics.

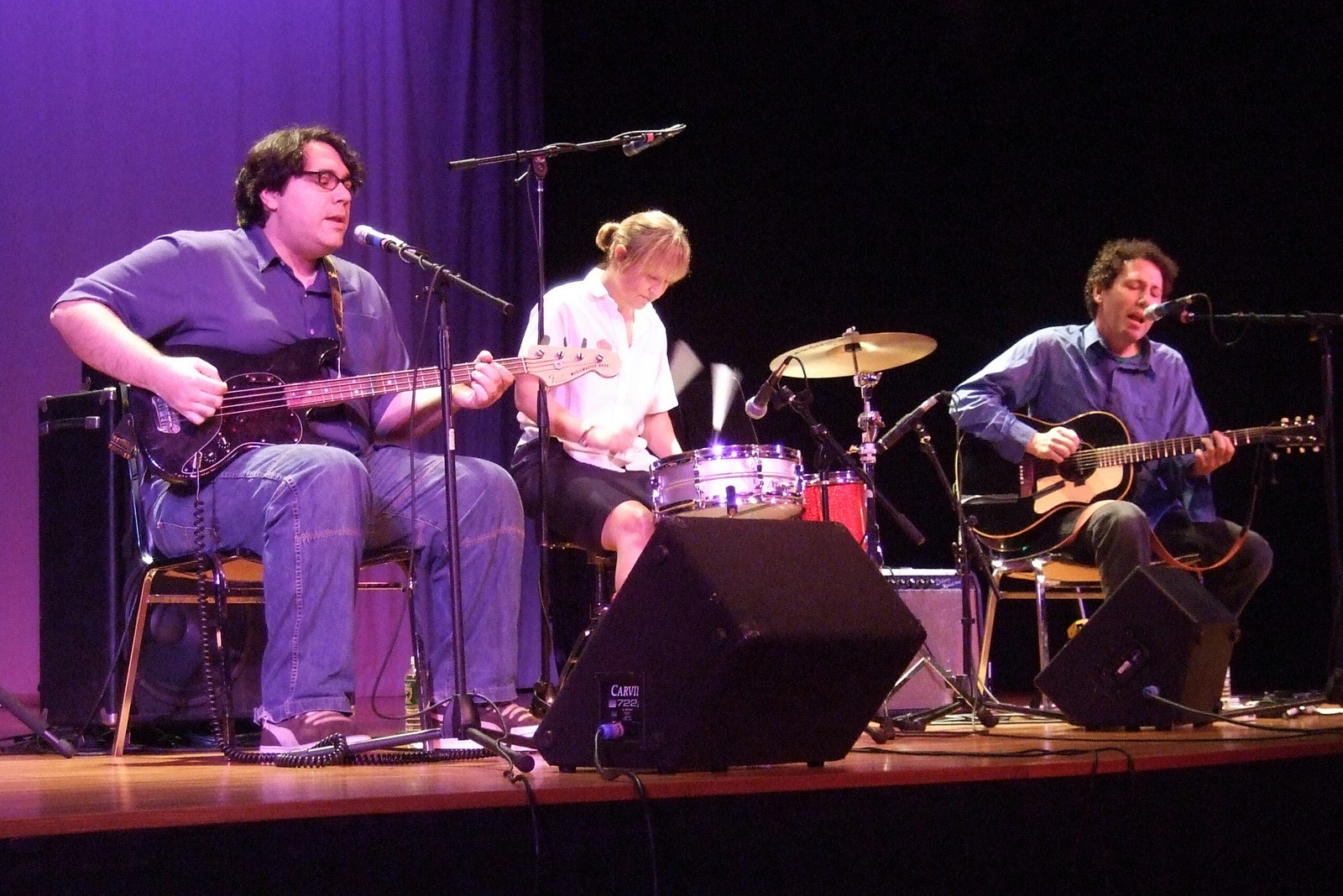
Yo La Tengo en Nueva York para la gira Freewheeling Tour el 2007

En 1996 Yo La Tengo aparece brevemente (junto con su amiga Tara Key de la banda Antietam) caracterizando a The Velvet Underground en el film Yo disparé a Andy Warhol. En 2001 grabaron una banda sonora para el cortometraje documental de Jean Painlevé, titulado The Sounds Of The Sounds Of Science. También aportó para la banda sonora de la aclamada película independiente del 2005 Junebug del director Phil Morrison.
La banda realizó la música de cierre de títulos del sexto capítulo de la décima temporada de Los Simpsons titulado D'oh en el viento.
La banda colaboró con Yōko Ono en el álbum del 2003 Wig in a Box, Songs From & Inspired by Hedwig and the Angry Inch, realizado en beneficencia del Harvey Milk High School.
En marzo del 2005 la banda lanzó un álbum doble compilatorio de grandes éxitos titulado Prisoners of Love. Una edición especial del álbum incluía un tercer disco con rarezas y caras B.
El 14 de noviembre de 2012, la banda anunció el lanzamiento de un nuevo álbum de estudio. Después de casi 30 años de discos de grabación, Yo La Tengo han ganado perspectiva y mirar a la creación de nuevos álbumes como un reto en lugar de algo que se ha vuelto más fácil o más difícil con el tiempo. El nuevo trabajo, Fade, se dice que es musicalmente "una reminiscencia de monumentos como I Can Hear the Heart Beating as One de 1997 y And Then Nothing Turned Itself Inside Out de 2000, y es que cuentan con "temas líricos del envejecimiento, la tragedia y emocional bonos... entretejidos en un todo plenamente efectivos". Fade fue lanzado el 15 de enero de 2013.

## Origen del nombre
El nombre proviene de una anécdota del béisbol. Durante la temporada de 1962, el jardinero central de los New York Mets, Richie Ashburn chocaba constantemente con su compañero venezolano el campocorto Elio Chacón. Cada vez que Ashburn corría para atrapar la pelota, lo hacía gritando «I got it! I got it!» solo para terminar chocando con Chacón que no entendía inglés. Ashburn, aburrido, aprendió a decir «¡Yo la tengo! ¡Yo la tengo!». En un juego, tras gritar «¡Yo la tengo!» vio feliz cómo su compañero Chacón se detenía. Corrió tranquilamente a detener la bola cuando chocó con su compañero Frank J. Thomas, quien no hablaba español. Tras esto, Thomas le preguntó a Ashburn qué significaba un «Yellow Tango».
La banda buscaba un nombre que no fuera en inglés para intentar evitar cualquier connotación en su idioma. A pesar de que Kaplan es un fan del béisbol (particularmente de los New York Mets), le fastidia que le pregunten por el origen del nombre. En una ocasión la banda tocó, en una presentación en una emisora de radio, una versión del himno del equipo, «Meet for Met».

## Miembros
Yo La Tengo se basó principalmente en Kaplan y Hubley. Han tenido catorce bajistas temporales; James McNew es parte de la banda desde el álbum May I Sing With Me de 1992.
| Actuales - Ira Kaplan – voces, guitarras, teclados, coros (1984–presente) - Georgia Hubley – voces, batería, percusión, teclados, coros (1984–presente) - James McNew – voces, bajo, guitarras, percusión, teclados, coros (1992–presente) | Anteriores - Dave Schramm – guitarra principal (1985–1986, 2015) - Dave Rick – bajo (1985) - Mike Lewis – bajo (1985–1986) - Stephan Wichnewski – bajo (1987–1989) |

## Discografía
- Ride the Tiger (1986)
- New Wave Hot Dogs (1987)
- President Yo La Tengo (1989)
- Fakebook (1990)
- May I Sing with Me (1992)
- Painful (1993)
- Electr-O-Pura (1995)
- I Can Hear the Heart Beating as One (1997)
- And Then Nothing Turned Itself Inside-Out (2000)
- Summer Sun (2003)
- I Am Not Afraid of You and I Will Beat Your Ass (2006)
- Popular Songs (2009)
- Fade (2013)
- Stuff Like That There (2015)
- There's a Riot Going On (2018)
- We Have Amnesia Sometimes (2020)[12]
- This Stupid World (2023)[13]